# 加列拉公爵阿方索·德·奧爾良-波旁
唐·阿方索·德·奥尔良-波旁-费拉拉-佩格纳特里（西班牙語：Don Alfonso de Orleans-Borbón y Ferrara-Pignatelli；1968年1月2日—），出生于特内里费圣克鲁斯。西班牙王子，第7代加列拉公爵。是西班牙国王斐迪南七世，法国国王路易-菲利普，维多利亚女王的后裔。因为公爵的远祖路易-菲利普的幼子与西班牙国王斐迪南七世的次女路易莎·费尔南达结婚，并入籍西班牙成为一位西班牙亲王。公爵的曾祖母是维多利亚女王的次子阿尔弗雷德王子的女儿比阿特丽丝公主。1975年阿方索的父亲先于自己去世，1997年阿方索从去世的祖父阿隆索公爵那里继承公爵头衔成为第7代加列拉公爵。
阿方索公爵于1999年成立了一个赛车公司，自任总裁。
1994年3月28日，公爵在巴黎与维罗妮卡·高德尔斯结婚，婚后有一子：
- 唐·阿隆索·胡安·德·奥尔良-波旁-高德尔斯（Don Alonso Juan de Orléans-Borbón y Goeders，1994年7月15日－）。

二人与2001年离婚。